# Джанет Танър
Джанет Танър (на английски: Janet Tanner) е английска писателка на произведения в жанра историческа драма, романтичен трилър и любовен роман. Пише и под псевдонимите Амелия Кар (Amelia Carr), Джейд Шанън (Jade Shannon) и Джени Фелтън (Jennie Felton).

## Биография и творчество
Джанет Танър е родена през 1941 г. в Радстък, Съмърсет, Англия. Пише още от гимназията. Следва за секретарка. Омъжва се за полицай. Започва да пише професионално когато ражда дъщерите си. От края на 60-те, в продължение на 10 години, пише разкази и серийни истории, преди да се насочи към писане на романи.
Първият ѝ роман „The Black Mountains“ (Черните планини) от поредицата „Хилсбридж“ е издаден през 1981 г. Действието му се развива в миньорски град в Съмърсет и представя историята на семейство Хол от 1911-1921 г. За написването му използва много истории разказани от баща ѝ. В следващите романи от поредицата проследява историята на следващите поколения до 50-те години.
През 2008 г. пише няколко романа под псевдонима Амелия Кар. По молба на издателя си приема псевдонима Джени Фелтън за поредица историческа семейна сага.
Джанет Танър живее от 2016 г. в Бристъл.

## Произведения

### Като Джанет Танър

#### Самостоятелни романи
- Flowers in the Valley (1981) – като Джейд Шанън
- The Hours of Light (1981)
- A Scent of Mimosa (1983) – като Джейд Шанън
- Oriental Hotel (1984)
- Women and War (1987)
- Inherit the Skies (1989)
Да наследиш небето, изд.: ИК „Компас“, Варна (1999), прев. Екатерина Ялнъзова
- Folly's Child (1991)
Дете на любовта, изд.: ИК „Компас“, Варна (1994), прев. Златозар Керчев
- Daughter of Riches (1992)
Островът на тайните, изд.: ИК „Хермес“, Пловдив (2000), прев. Дори Габровска, Надежда Розова
- Deception and Desire (1993)
Съблазън, изд.: ИК „Хермес“, Пловдив (1998), прев. Елена Кодинова
- The Eden Inheritance (1994)
Наследство в рая, изд.: ИК „Компас“, Варна (1996), прев. Антоанета Янкова
- The Shores of Midnight (1997)
Огън в мрака, изд.: ИК „Хермес“, Пловдив (2001), прев. Дори Габровска
- Hostage to Love (2001)
- All That Glisters (2001)
- Shadows of the Past (2002)
- Tucker's Inn (2003)
- Forgotten Destiny (2004)
- No Hiding Place (2004)
- Dangerous Deception (2006)
- The Dark Side of Yesterday (2006)
- The Reunion (2007)
- The Truth Game (2008)
- Moth to a Flame (2008)
- The Years to Come (2009)
- Seagull Bay (2009)
- A Question of Guilt (2012)

#### Серия „Хилсбридж“ (Hillsbridge)
1. The Black Mountains (1981)
2. The Emerald Valley (1985)
3. The Hills and the Valley (1988)
4. A Family Affair (1999)

#### Серия „Корниш“ (Cornish)
1. Morwennan House (2002)
2. The Penrose Treasure (2005)
3. Porthminster Hall (2005)

### Като Амелия Кар

#### Самостоятелни романи
- Dance with Wings (2008)
- A Song at Sunset (2010)
- A Woman of Secrets (2011)
- The Secret She Kept (2012)

### Като Джени Фелтън

#### Самостоятелни романи
- The Stolen Child (2019)

#### Серия „Семейства на Феърли Терас“ (Families of Fairley Terrace)
1. All The Dark Secrets (2012)
2. The Miner's Daughter (2015)
3. The Girl Below Stairs (2016)
4. The Widow's Promise (2017)
5. The Sister's Secret (2018)